# Каза Партана (Латина)
Каза Партана је насеље у Италији у округу Латина, региону Лацио.
Према процени из 2011. у насељу је живело 115 становника. Насеље се налази на надморској висини од 38 м.